# Стайки (заповідне урочище)
Стайки́ — заповідне урочище в Україні. Об'єкт природно-заповідного фонду Івано-Франківської області. 
Розташоване в межах Коломийського району Івано-Франківської області, на північний захід від села Товмачик, неподалік від села Кубаївка. 
Площа 16 га. Статус надано згідно з рішенням облвиконкому від 13.12.1976 року № 478. Перебуває у віданні ДП «Коломийський лісгосп» (Печеніженське л-во, кв. 11, вид. 5). 
Статус надано для збереження частини лісового масиву з насадженями ялиці та бука природного походження віком понад 100 років. 